# Philip Akin
Philip Akin, född 18 april 1950, är en kanadensisk skådespelare, som varit verksam i över trettio år på scen, film och TV. 
Akin föddes i Kingston, Jamaica som nummer tre av fem bröder. Hans föräldrar flyttade till Oshawa, Ontario 1953, och året efter flyttade han och hans bröder efter och han har bott där sedan dess. En kort tid efter att han börjat på högstadiet började han på Ryerson Theatre School i Toronto. 1975 utexaminerades han från skolan och fick några dagar senare en roll i Shawfestivalens uppsättning av Caesar och Cleopatra. Akin är skild och har ett barn.
1983 började Akin studera Yoshinkan Aikido där han har svart bälte av 5:e graden.  Han har också tränat Jing Mo Kung Fu och Taijiquan.

## Filmer
I den kanadensiska filmen Shake Hands with the Devil spelar han rollen som FN:s dåvarande generalsekreterare Kofi Annan. Han har även varit med i en del amerikanska filmer såsom Summan av skräck (2002) och  Get Rich or Die Tryin' (film).

## TV-serier
Det var när Akin var med i komediserien Bizarre i början av 1980-talet som han började bli allmänt känd. Men det är för sina roller i TV-serierna War of the Worlds (där han spelade dataexperten Norton Drake) och Highlander (där han spelade Charlie DeSalvo) som han är mest känd. Phil Akin kan även ses i en lång rad av gästframträdanden i olika TV-serier som spelas in i Kanada, till exempel;  F/X: TV-serie, Mutant X, och nyligen, Flashpoint (2008).

## Teater
Under sommar 2007 kommer han att uppträda på Stratford Festivalen som hålls varje år i Stratford, Ontario, Kanada. Där han gjorde huvudrollen i William Shakespeares Othello. Akin var med och startade och är för närvarande administrativ producent på Obsidian Theatre Company, ett kanadensiskt teatersällskap som består av säsongsanställda skådespelare med afrikansk härkomst, som spelar stycken av svarta. 

## Filmografi – i urval

### Filmer
- Three Card Monte (1978) - Monte Player
- Running (1979) -. Chuck
- Iceman (1984) - Dr. Vermeil
- Nowhere to Hide (1987)- Harvey
- F/X2 (1991) - Det. McQuay
- Ed McBain's 87th Precinct: Ice (1996) (TV)- Det. Arthur Brown
- Airborne (1998)- Romeo Cortez
- Pushing Tin (1999) - Paul
- Deep in My Heart (1999)
- Summan av skräck (2002) - General Wilkes
- Get Rich or Die Tryin' (film) (2005) - Reverend
- Shake Hands with the Devil - Kofi Annan

### TV-serier
- Bizarre (1980) - olika roller (1 avsnitt)
- Night Heat (1985–1987) olika roller (6 avsnitt)
- War of the Worlds (1988–1989) - Norton Drake (24 avsnitt)
- X-Men (1992–1995) -  Bishop (7 avsnitt)
- Highlander (1993–1995) - Charlie DeSalvo (17 avsnitt)
- Traders (1996) - Carl Davison (7 avsnitt)
- Goosebumps (1998) - Bob Erikson (3 avsnitt)
- Highlander: The Raven (1998) - Simon Clark (1 avsnitt)
- Caitlin's Way (2000) -  Mr. Watson (3 avsnitt)
- Kultjägarna (2000) - Mr. Badur (1 avsnitt)
- Odyssey 5 (2002) - Hesseman (1 avsnitt)
- Queer as Folk (2003) - Marvin Deekins (1 avsnitt)
- Flashpoint (2008–2009) -  Commander Norm Holleran  (3 avsnitt)

Källa: imdb